# Josef Lechthaler

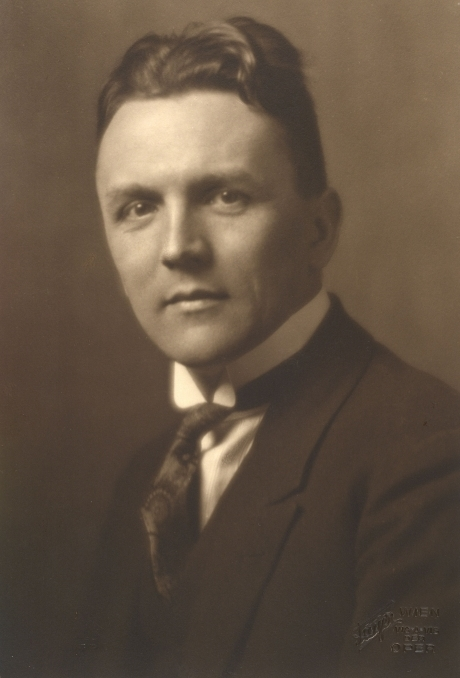
Josef Lechthaler 1927 (Aufnahme von Georg Fayer)

Josef Lechthaler (* 31. Dezember 1891 in Rattenberg (Tirol); † 21. August 1948 in Wien) war ein österreichischer Musikpädagoge, Kirchenmusiker, Komponist und Musikpublizist.

## Ausbildung
Lechthaler, der Sohn eines Finanzbeamten, besuchte in Reutte die Volksschule. Hier erhielt er als Mitglied des Kirchenchores seine erste musikalische Ausbildung. Ab dem Jahr 1902 besuchte er das Benediktinergymnasium Meran, wo er von dem Komponisten Magnus Ortwein unterrichtet wurde. Nach dem Abschluss des Gymnasiums studierte er von 1910 bis 1912 Philologie an der Universität Innsbruck. Nach Wien kam er 1912, studierte an der Universität Wien bis 1914 Musikwissenschaft bei Guido Adler, gleichzeitig auch Musik an der kirchenmusikalischen Abteilung der Staatsakademie für Musik und darstellende Kunst.
Im Jahr 1919 promovierte er mit der Arbeit Die kirchenmusikalischen Werke von Alexander Utendal (1530–1581; Innsbruck) zum Dr. phil. und absolvierte die Staatsprüfungen in Gesang, Orgel und Klavier.

## Lehrtätigkeit und Anstellungen
Bis zum Jahr 1924 arbeitete Lechthaler als Musiklehrer an der Bundeserziehungsanstalt für Mädchen in Wien-Landstraße, wurde dann Theorielehrer für Kontrapunkt, Komposition, kirchliches Orgelspiel und Literaturkunde an der Abteilung für Kirchenmusik der Wiener Staatsakademie, deren Direktor er 1932 wurde.
Seiner Initiative ist die 1933 durchgeführte Umgestaltung zu einer Abteilung für Kirchen- und Schulmusik zu verdanken. Indem er das Fach Schulmusik an der (pädagogischen) Hochschule einführte, trug er wesentlich zur Entwicklung der Musikerziehung in Österreich bei.
In den Jahren 1934 bis 1938 bekleidete Lechthaler Ämter als Vorsitzender der staatlichen Prüfungskommission für Privatmusiklehrer, Konsulent für Musikerziehung im Bundesministerium für Unterricht, Obmann des Verbandes katholischer Kirchenmusikakademiker, Kapellmeister und Direktoriumsmitglied der Wiener Hofmusikkapelle.
Nach der Annexion Österreichs im Jahr 1938 wurde er aus politischen Gründen seiner Funktionen enthoben und arbeitete an der Musikschule der Stadt Wien, später an seiner als Wiener Reichshochschule für Musik bezeichneten Akademie.
Im Jahr 1945 erhielt er seine frühere Stellung als Abteilungsleiter für Kirchenmusik der Wiener Akademie für Musik und darstellende Kunst zurück.
Nach der Bildung getrennter Institute für Kirchen- und Schulmusik war Lechthaler bis zu seinem Tod 1948 Leiter der Abteilung für Musikerziehung. Er wurde am 27. August 1948 auf dem Hernalser Friedhof bestattet.
Ihm zu Ehren wurde im Jahr 1957 die Lechthalergasse in Wien-Liesing (23. Bezirk) nach ihm benannt, diese hieß vorher Grillparzergasse.

## Werke (Auswahl)
Etwa 120 Kompositionen, darunter:
- Geistliche Chorwerke:
  - Missa Patronus Ecclesiae op. 9, 1922[1]
  - Stabat mater op. 15, 1926[1]
  - Missa Gaudens gaudebo op. 25, 1930[1][2]
  - Missa Rosa mystica op. 61, 1949[1][2]
- Lieder, Chorwerke, Orgel-, Klavier- und Kammermusik.
- Österreichische Schulmusik. Lieder fürs Leben, Sing- und Musizierbuch für die Jugend, 1949[2]
- Zeitschrift Musikerziehung und Begründer der Arbeitsgemeinschaft der Musikerzieher Österreichs, 4 Bände